# Paederia foetida
Paederia foetida (enredadera apestosa o paderia fétida) es una especie de planta de la familia Rubiaceae. Es nativa de las zonas templadas y tropicales de Asia; y se ha naturalizado en las Islas Mascareñas, Melanesia, Polinesia, y Hawái. En Filipinas se llama cantotai.

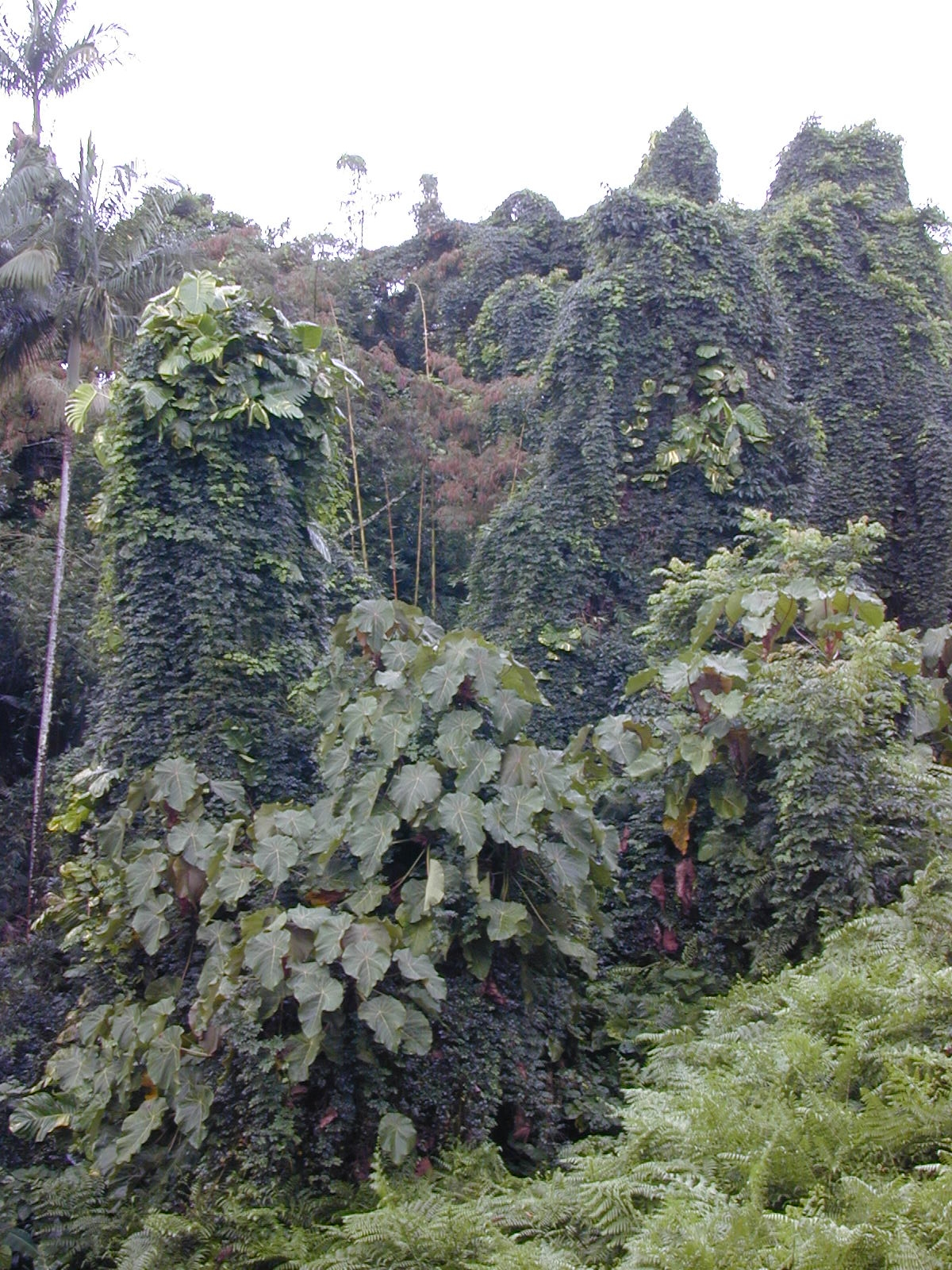
Paderia fétida en Hawái.

Paederia foetida se destaca por tener un fuerte olor, sulfuroso que exuda cuando sus hojas o tallos son triturados o dañados. Ello se debe a que el aceite que produce el olor, y que se encuentra mayormente en las hojas, contiene compuestos sulfurosos, incluido disulfuro de dimetilo.

## Distribución
P. foetida es nativa del sureste de Asia, China, India (en Andhra Pradesh, Arunachal Pradesh, Assam, Manipur, Meghalaya, Mizoram, Nagaland, Sikkim, Telangana); Indonesia; Japón; Laos; Malasia; Myanmar; Nepal; las Filipinas; Singapur; Corea del Sur; Tailandia; y Vietnam.

## Usos
A veces es utilizada como planta ornamental; y es utilizada en medicina natural. También se le utiliza como un condimento en ciertos platillos tradicionales de la gastronomía del noreste y este de la India.